# پدروی دوم
پدروی دوم (به پرتغالی: Pedro II)(زادهٔ ۲ دسامبر ۱۸۲۵- مرگ ۵ دسامبر ۱۸۹۱) دومین و واپسین امپراتور برزیل بود.

## زندگی‌نامه
نام کامل او پدرو د آلکاترا ژوآئو کارلوس لئوپولدو سالوادور بیبیانو فرانتسیسکو ژاویر د پاولا لئوکادیو میگل گابریل رافائل گونزاگا و لقبش دن پدرو بود.
پدروی دوم زادهٔ ریو دو ژانیرو و فرزند هفتم پدروی اول و همسرش ماریا لئوپولدینا بود و ۵۸ سال هم پادشاهی نمود. او از دشمنان برده‌داری بود.
پادشاهی برزیل با کودتایی در ۱۸۸۹ واژگون گشت و خاندان شاهی به تبعید رفتند. پدروی دوم نیز تا پایان زندگیش در تبعید بود.
پدروی دوم در پاریس به بیماری ذات‌الریه مرد و پیکرش در ۱۹۲۰ با احترام و با برگزاری آیین‌هایی به برزیل بازگردانده شد.